# Gladys George
Gladys George (født 13. september 1904, død 8. december 1954) var en amerikansk teater,- tv- og filmskuespiller.

## Opvækst
Hun blev født som Gladys Clare Evans den 13. september 1904 i Patten, Maine (en anden kilde siger Hatton, Maine; en tredje kilde siger "Gladys blev født i en lille by i Missouri, hvor hendes forældres truppe tilfældigvis var havnet på det tidspunkt.") til engelske forældre. Hendes far var Sir Arthur Claire, "respekteret Shakespeare-skuespiller."

## Karriere
George gik på scenen i en alder af 3, og turnerede USA, hvor hun optrådte med sine forældre. Hun medvirkede på scenen i 1920'erne, selv om hun havde indspillet flere film i den tidlige del af dette årti. Hun medvirkede i Personal Appearence, en komedie af Lawrence Riley. Denne rolle blev gentaget af Mae West i den filmklassiskeren En 3-stjernet pige, som West baserede fra skuespillet. I 1936 blev George nomineret til en Oscar for bedste kvindelige birolle, for sin præstation i Valiant Is the Word for Carrie.
Georges Broadway-titler omfatter The Distant City, Lady in Waiting og The Betrothal.
Hun havde hovedroller i Madame X (1937), og Love is a Headache. Hun optrådte også i De, der kom tilbage (1939), Al Kødets Gang (1940), De bedste år (1946) og He Ran All the Way (1951). Hun spillede enke Miles Archer (Iva Archer) i Ridderfalken and Mme. Du Barry i Marie Antoinette.
Hendes sidste succesfulde roller var som Lute Mae Sanders i  Hendes private fjende, hendes korte optræden som den korrupte sygeplejerske Miss Hatch in Politistation 21 og Broadway danser som den alkoholiske mor til Doris Days fromme karakter.

## Privatliv
Gladys George var gift og skilt fire gange.
- Den 31. marts 1922 giftede hun og skuespilleren Ben Erway sig af en dommer i Oakland, Californien.[7] "De blev gengift i San Luis Obispo den 3. august samme år, de separerede den 14. september 1930."[8] Parret skiltes i oktober 1930.[9]

- Hendes anden mand var millionærpapirproducent Edward Fowler, som forlod hende i 1933 efter at have fundet skuespilleren i armene på sin mandlige hovedrolle, Leonard Penn. På det tidspunkt spillede George en nymfomanisk stjerne i Broadway-hittet Personlig Appearence.[10]

- George og skuespiller Leonard Penn blev gift i en domstol i New Haven i Connecticut den 19. september 1935.[11]

- Sin sidste mand Kenneth Bradley, som hun giftede sig med da hun var 46 år og han var en piccolo 20 år hendes junior.[12]

## Død
George var ramt af mange lidelser, herunder halskræft, hjertesygdom og levercirrhose. Hun døde af en cerebral blødning i 1954 i Los Angeles, Californien, i en alder 50 og blev bisat i Valhalla Memorial Park Cemetery.